# JB-115
JB-115 — морське будівельне судно, споруджене у 2009 році на замовлення нідерландської компанії Jack-Up Barge B.V. Однотипне з JB-114.

## Характеристики
Замовлення на судно виконала індонезійська верф Drydocks World — Nanindah на острові Батам. За своїм архітектурно-конструктивним типом воно відноситься до самопідіймальних (jack-up) та має чотири опори максимальною довжиною по 79 метрів, що дозволяє йому діяти в районах з глибинами моря до 40 метрів. JB-115 обладнане краном вантажопідйомністю 300 т, а на його робочій палубі площею 1000 м2 може розміщуватись до 1250 т вантажу.
На судні забезпечується розміщення 64 осіб (опціонально до 160 осіб). Для перевезення персоналу та вантажів JB-115 має гелікоптерний майданчик діаметром 19,5 метра, розрахований на прийом машин типу Super Puma.

## Завдання судна
JB-115 2010 року брало участь у роботах на першій німецькій ВЕС Альфа-Фентус (Північне море) — воно розміщувало на дні шаблони, котрі допомагали правильно встановлювати палі фундаментів.
Невдовзі судно законтрактували для монтажу турбін на іншій північноморській ВЕС BARD 1. Інвестори останньої спочатку розраховували провести ці роботи за допомогою власної установки Wind Lift I, проте через технічні проблеми були вимушені залучити ще чотири судна, одним з яких було JB-115. Крім того, ця баржа допомагала у операції з самопідйому офшорної трансформаторної підстанції.
У 2014 році JB-115 залучили як житлову платформу на час облаштування газового родовища Конві (Ліверпульська затока Ірландського моря). Судно встановили поряд з центральною платформою родовища Дуглас (саме його потужності використовуватимуться для підготовки газу з Конві) та з'єднали з нею містком.